# Cofactor

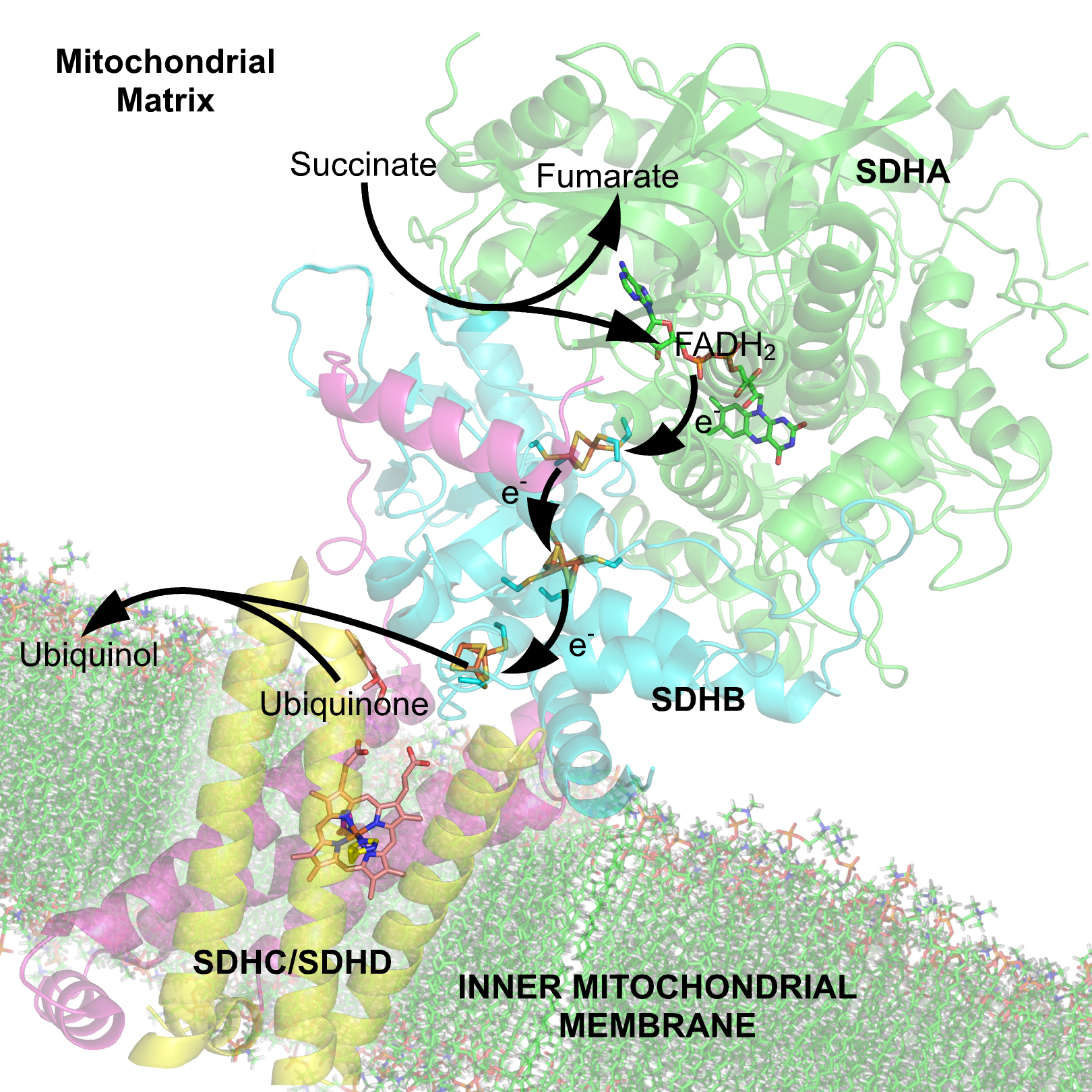
Phức hợp succinate dehydrogenase cho thấy một vài cofactor, bao gồm flavin, trung tâm sắt-lưu huỳnh, và heme.

Cofactor (đồng yếu tố, đồng nhân tố) là một hợp chất hóa học không phải là protein hoặc ion kim loại được yêu cầu cho một hoạt động sinh học của protein xảy ra. Các protein này thường là enzyme, và các đồng phân có thể được coi là "các phân tử trợ giúp" hỗ trợ chuyển đổi sinh hóa. Các tỷ lệ mà điều này xảy ra được đặc trưng bởi động học enzyme.
Các cofactor có thể được phân loại dưới dạng các ion vô cơ hoặc các phân tử hữu cơ phức tạp được gọi là coenzyme, những chất này chủ yếu lấy từ vitamin và các chất dinh dưỡng cần thiết khác với số lượng nhỏ. Một coenzyme bị ràng buộc chặt chẽ hoặc thậm chí là đồng hóa trị được gọi là một nhóm giả. Các đồng cơ chất (cosubstrate) được chuyển đổi tạm thời với protein và sẽ được giải phóng tại một thời điểm nào đó, sau đó trở lại. Nhóm mặt hàng giả, mặt khác, bị ràng buộc vĩnh viễn với protein. Cả hai đều có chức năng giống nhau, giúp cho phản ứng của enzyme và protein. Ngoài ra, một số nguồn cũng giới hạn việc sử dụng từ "cofactor" thành các chất vô cơ. Enzyme không hoạt động mà không có cofactor được gọi là apoenzyme, trong khi enzyme hoàn chỉnh có cofactor được gọi là holoenzyme.
Một số enzyme hoặc phức hợp enzyme đòi hỏi nhiều cofactor. Ví dụ, phức hợp đa enzyme pyruvate dehydrogenase ở đường giao nhau của glycolysis và chu trình acid citric yêu cầu 5 cofactor hữu cơ và một ion kim loại: liên kết lỏng lẻo thiamine pyrophosphate (TPP), lipoamide liên kết cộng hóa trị và flavin adenine dinucleotide (FAD) và Các chất đồng phân nicotinamide adenine dinucleotide (NAD +) và coenzyme A (CoA), và một ion kim loại (Mg2+).
Các hợp chất hữu cơ thường là vitamin hoặc được làm từ vitamin. Nhiều chất chứa adenosine monophosphate (AMP) như là một phần của cấu trúc của chúng, như ATP, coenzyme A, FAD, và NAD +. Cấu trúc chung này có thể phản ánh một nguồn gốc tiến hóa chung như một phần của ribozyme trong một thế giới RNA cổ đại. Người ta đã gợi ý rằng phần AMP của phân tử có thể được coi là một loại "tay cầm" mà theo đó enzyme có thể "nắm bắt" được coenzyme để chuyển đổi nó giữa các trung tâm xúc tác khác nhau.